# Lý Uẩn (Tương vương)
Lý Uẩn (chữ Hán: 李恽; ? - 674), hoàng tử thứ bảy của Đường Thái Tông Lý Thế Dân, thân mẫu là Vương thị.